# Lukáš Greššák
Lukáš Greššák (* 23. ledna 1989, Trstená) je slovenský fotbalový obránce od července 2014 působící v klubu FC Spartak Trnava, předtím hrál v MFK Ružomberok. Hraje na postu stopera (středního obránce).

## Klubová kariéra
Profesionální kariéru začal v MFK Ružomberok v roce 2008.
V srpnu 2014 zamířil do FC Spartak Trnava.